# Binelyar
Binelyar är en ort i Azerbajdzjan.   Den ligger i distriktet Ağdaş Rayonu, i den centrala delen av landet, 210 kilometer väster om huvudstaden Baku. Binelyar ligger 20 meter över havet och antalet invånare är 786.
Terrängen runt Binelyar är mycket platt. Närmaste större samhälle är Ağdaş, 10,3 kilometer nordost om Binelyar. 
Trakten runt Binelyar består till största delen av jordbruksmark. Runt Binelyar är det ganska tätbefolkat, med 90 invånare per kvadratkilometer.